# Transmeta Crusoe

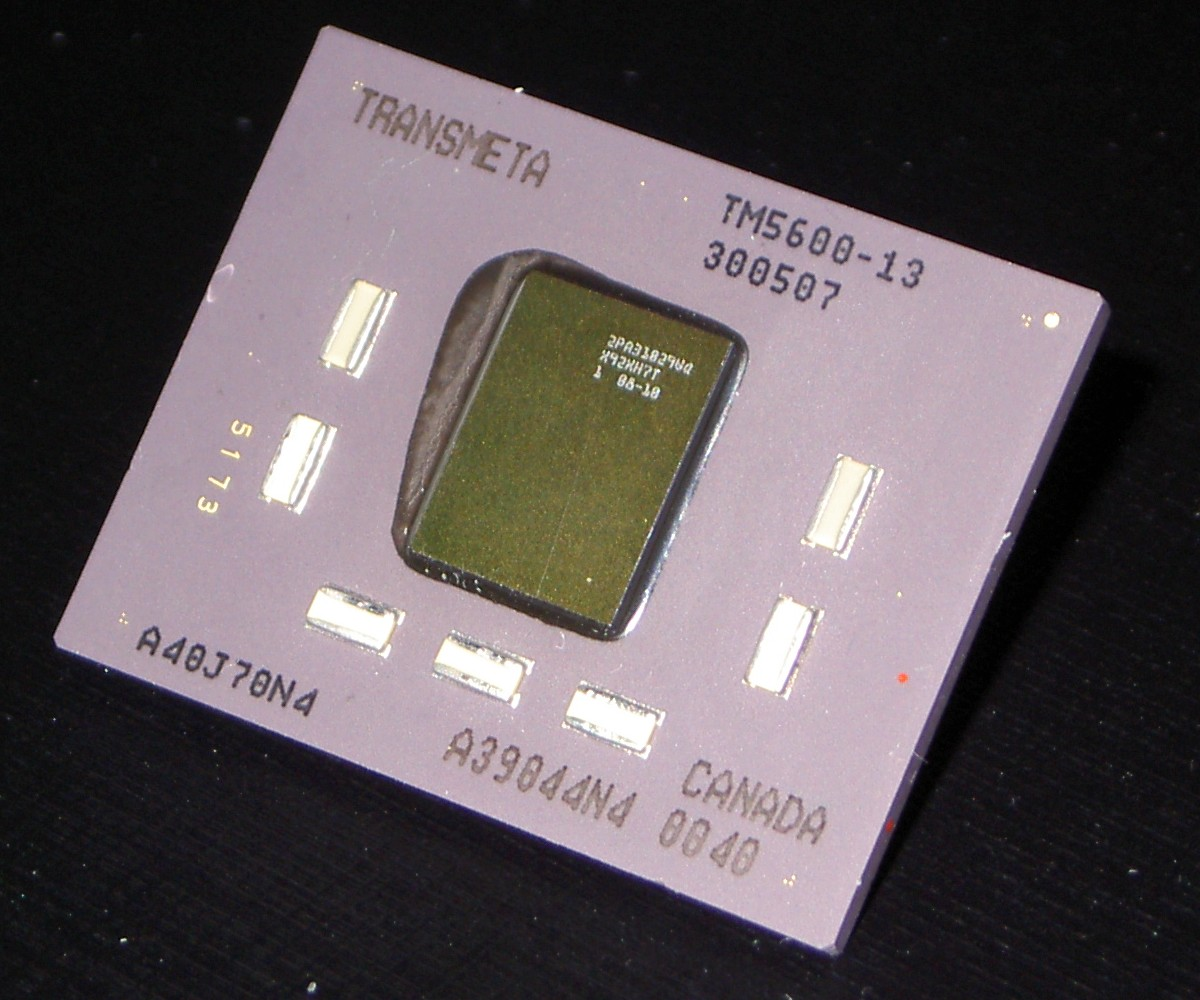
Transmeta Crusoe TM5600

Trong điện tử, Crusoe tên của gia đình vi xử lý bởi Transmeta. Họ sử dụng lõi phần cứng VLIW, chạy trên hệ thống phần mềm giả lập, hoặc máy ảo, cũng được biết đến Code Morphing Software (CMS). CMS dịch các thủ tục của mã máy từ chương trình đang chạy trên chip thành thủ tục chuẩn cho lõi. Theo cách này, chip có thể giả lập các loại thủ tục của các kiến trúc vi xử lý khác.
Hiện tại, cái này được sử dụng để giả lập kiến trúc Intel x86. Theo lý thuyết, điều này là có thể nếu thay đổi CMS để giả lập các kiến trúc khác (v.d để giả lập các vi xử lý khác).
Việc thêm vào lớp giả lập các thủ tục x86 và phần cứng có nghĩa rằng các kiến trúc phần cứng có thể thay đổi mà không làm gãy tính tương thích, chỉ cần thay đổi CMS. Ví dụ Efficeon, thế hệ thứ hai của Crusoe, có lõi rộng VLIW 256-bit ngược với 128-bit trong thế hệ đầu tiên.
Crusoe thực hiện trong phần mềm một số chức năng truyền thống trong phần cứng (v.d thủ tục nhận lại), kết quả phần cứng đơn giản hơn với số transistor ít hơn. Sự đơn giản của phần cứng mang ý nghĩa rằng Crusoe tiêu thụ ít điện năng hơn (và tỏa ít nhiệt hơn) hơn là những vi xử lý tương thích x86 chạy cùng tốc độ.
Tên lấy từ tiểu thuyết Robinson Crusoe.

## Sản phẩm
- Compaq TC1000
- Compaq T5515 Thin Client
- Flybook
- Fujitsu LifeBook P1120
- HP Compaq t5700 Thin Client
- NEC PowerMate Eco
- NEC Versa DayLite/UltraLite
- Sharp Actius MM10
- TDV Vison V800XPT Tablet
- OQO Model 01 and 01+
- ECS EZ-Tablet EZ30
- Sony VAIO PCG-C1VR / BP
- Sony VAIO PCG-C1VMT / C1VJ /C1VN